# Jaera fassli
Jaera fassli är en fjärilsart som beskrevs av Adalbert Seitz 1920. Jaera fassli ingår i släktet Jaera och familjen juvelvingar. Inga underarter finns listade i Catalogue of Life.